# شاكر شجاع آبادي
شاکر شجاع آبادی (بالأردوية: شاکر شجاع آبادی) شاعر باكستاني، ولد في 25 فبراير 1968 في راجا رام ملتان في باكستان.